# Chirurgia Magna (Chauliac)
Chirurgia Magna (o Grande chirurgia) è un importante trattato sulla chirurgia e sulle pratiche mediche, scritto ad Avignone e completato nel 1363 dal chirurgo francese Guy de Chauliac, medico di papa Clemente VI. Il manoscritto più antico dell'opera è conservato nella Biblioteca apostolica vaticana, mentre la prima edizione stampata fu realizzata nel 1498 a Venezia. 

## L'autore
Guy de Chauliac, conosciuto anche con il nome italianizzato di Guido de Cauliaco, fu considerato il più grande chirurgo del Medioevo; lasciò scritti che testimoniano intelligenza pratica oltre che grande erudizione. Ha raccolto, inoltre,  informazioni dalla propria esperienza medica e dalla ricerca su antichi testi medici.

## L'opera
Il testo originale della Chirurgia Magna, composto di 465 pagine scritte in latino, è un adattamento dell'Inventorium sive Collectorium artis chirurgicalis medicinae, già pubblicato nel 1340. Quest'opera era conosciuta in tutto il mondo latino con il soprannome di Guido o Guidon in riferimento al suo nome.
Il trattato sulla Chirurgia Magna si costruisce sul modello bolognese della bipartizione della medicina in theorica e practica e pone come fondamento teorico dell'atto chirurgico lo studio dell'anatomia, appreso all'Università di Medicina di Bologna.
Guy de Chauliac descrive in particolare l'inalazione di narcotici come un metodo soporifero per i pazienti chirurgici. Descrive dettagliatamente l'operazione di cataratta ed ernia e infine distingue due tipi di peste: bubbonica e polmonare.

## Fortuna del libro
Il libro è stato tradotto in diverse lingue e diverrà ovunque l’opera classica per eccellenza. Questo trattato divenne una delle opere di riferimento più importanti della medicina pratica medievale.